# Hill Descent Control
Hill Descent Control (HDC) – kontrola zjeżdżania samochodu ze wzniesienia. Elektronicznie uruchamiana zostaje funkcja ograniczenia prędkości zjazdu do zadanej prędkości.